# Austrolebias univentripinnis
Austrolebias univentripinnis är en fiskart som beskrevs av Costa och Cheffe 2005. Austrolebias univentripinnis ingår i släktet Austrolebias och familjen Rivulidae. Inga underarter finns listade.